# Jared O’Mara
Jared Cain O’Mara (ur. 15 listopada 1981 w Sheffield) – brytyjski polityk Partii Pracy do października 2017 i przez kilka dni w lipcu 2018, a następnie bezpartyjny, deputowany Izby Gmin.

## Działalność polityczna
Od 8 czerwca 2017 do 6 listopada 2019 reprezentował okręg wyborczy Sheffield Hallam w brytyjskiej Izbie Gmin.